# (24703) 1991 PA
1991 بي أي (ويعرف أيضًا باسم (24703) 1991 بي أي وفق تسمية الكوكب الصغير) (بالإنجليزية: 1991 PA)‏ هو كويكب ضمن حزام الكويكبات؛ وترتيبه 24703 من حيث الاكتشاف.
اكتُشف هذا الجُرم الفلكي بواسطة Satoru Otomo ‏ في 3 أغسطس 1991.

## وصلات خارجية
- (24703) 1991 PA في قاعدة بيانات مختبر الدفع النفاث لأجرام النظام الشمسي الصغيرة

- الاكتشاف · مخطط المدار ·  العناصر المدارية · المعلمات المادية

- (24703) 1991 PA على موقع ويكي سكاي: DSS2, SDSS, GALEX, IRAS, Hydrogen α, X-Ray, Astrophoto, Sky Map, Articles and images